# زاژچه (شهرستان چیشن)
زاژچه (به لهستانی:  Zarzecze) یک روستا در لهستان است که در گمینا خبیه واقع شده‌است. زاژچه ۳٫۳۷ کیلومتر مربع مساحت و ۳۱۳ نفر جمعیت دارد.